# Mon Repos (Grenada)
Mon Repos ist eine Siedlung bei Stetsenville im Südosten des Inselstaates Grenada in der Karibik.

## Geographie
Die Siedlung liegt im Parish Saint David, im Landesinneren oberhalb von Corinth zusammen mit Vincennes, Champs Fleurs und Petit Étang.